# Tomás Ibáñez
Tomás Ibáñez (Zaragoza, 1944) es un psicólogo, militante libertario y teórico anarquista el cual vive con los ideales libertarios como guía y analiza la actualidad anarquista. Fue hijo del exilio en Francia y desde principios de los sesenta hasta inicios de los ochenta, volcó sus energías en la construcción de organizaciones libertarias,en la lucha antifranquista y la reconstrucción de la CNT en 1976.

## Trayectoria
La vida de Tomás Ibáñez está marcada por el anarquismo desde su infancia: hijo del exilio libertario en Francia, participó en los años 60 en los circuitos estudiantiles anarquistas cuando aún casi nadie en el campo del antagonismo se atrevía a cuestionar la hegemonía del Partido Comunista. En mayo del 68, integrado en el Movimiento 22 de Marzo junto a compañeros anarquistas como Daniel Cohn-Bendit o Jean-Pierre Duteuil, siguió acudiendo a numerosos acontecimientos revolucionarios hasta que es detenido el 10 de junio y confinado en destierro por su condición de refugiado político.
En 1973 volvió a España y participó en los fracasados intentos de reconstrucción de la CNT. Ha sido catedrático de Psicología Social en el Departament de Psicologia Social de la Universidad Autónoma de Barcelona hasta su jubilación en el año 2007. Es autor de numerosos libros y textos sobre anarquismo, ciencias humanas y, en especial, psicología social. 
Tomás Ibáñez trabaja desde hace años para que la historia de anarquismo sea memoria viva y no lengua muerta. Autor de referencia para las corrientes libertarias en España y el extranjero, ha enriquecido los planteamientos anarquistas básicos con las aportaciones del posestructuralismo francés y, en concreto, de Michel Foucault (no sin escándalo de los "guardianes del templo" anarquistas). Cofundador de la revista Archipiélago, una publicación suya figura en la editorial Virus.
Comenzó su andadura política en los grupos juveniles anarquistas franceses y de jóvenes exiliados españoles. Autor de numerosos ensayos sobre disidencia, anarquismo y lucha contra la dominación, recientemente ha publicado Anarquismo es movimiento (Virus, 2014), en el que repasa la vigencia de los ideales y postulados anarquistas en la actualidad. Tomás Ibáñez analiza en Anarquismo es movimiento la vigencia de los postulados anarquistas y cómo estos nutren e impulsan las luchas actuales. Ibáñez analiza el resurgimiento del anarquismo en el siglo XXI, y cómo este ha impregnado las luchas de los movimientos sociales. Desarrolla temas como el 15M, la expansión de los centros sociales autogestionados, las cooperativas de consumo y las redes de economía alternativa. Alerta de los peligros que, según él, deben afrontar estos movimientos en el paso a la vía electoral, paso que algunos de estos ya preparan.
En septiembre de 2017, Tomás Ibáñez explica su punto de vista sobre el conflicto independentista catalán en un texto titulado "Perplejidades intempestivas", y después en un libro colectivo publicado en marzo de 2018, No le deseo un Estado a nadie.

## Obras
- No le deseo un Estado a nadie, libro colectivo sobre el conflicto catalán junto a Miguel Amorós, Corsino Vela, Santiago López Petit y Francisco Madrid, Pepitas de calabaza, 2018.
- Anarquismos a contratiempo (2017)
- Anarchisme en mouvement: Anarchisme, néoanarchisme et postanarchisme (2014)
- Fragments epars pour un anarchisme sans dogmes (2010)
- Introducción a la psicología social (2009)
- Materiales de psicología social (2001)
- Psicologia social de l'ensenyament (1997)[4]
- Fluctuaciones conceptuales en torno a la postmodernidad y la psicologia: conferencias dictadas del 15 al 25 nov. 1993 (1996)
- Psicología social construccionista (1994)
- Aproximaciones a la psicología social (1990)
- Poder y libertad (1982)
- Une résurgence anarchiste: Les jeunesses libertaires dans la lutte contre le Franquisme La FIJL dans les années 1960

### Prólogos
- Pere López Sánchez, Rastros de rostros en un prado rojo (y negro), prólogo de Tomás Ibáñez, Virus editorial, 2013.